# 苏尔穆纳山
苏尔穆纳山（意为“大蛋山”）是爱沙尼亚（和波罗的海国家）最高点，海拔318米。它位于爱沙尼亚东南角沃鲁县哈尼亚村附近，临近拉脱维亚和俄罗斯的边界。

## 历史
山上曾经有5座塔。第一座建于1812年，民间传说摧毁的原因是干扰了船头靠近海岸。第二座塔建于1870年，高度8米，因为是一个酒吧，因此受当地居民欢迎。塔里仅能容纳4-5人，树木开始遮挡住景色。
第三座塔建在第二座塔同一位置，高度12米。
第四座塔建于1925年，当时爱沙尼亚已经成为一个独立的国家，塔建造耗时3月，高度17米。沃鲁县修建了道路，清理了森林，并在塔前面放置了长凳。第四座塔于1925年7月19日正式对外开放。很快大家就认识到木头塔太老旧了，并且17米并不够高，树木又开始阻挡视线了。
第五座塔用钢筋混凝土建于1939年，高度25.7米。一共使用了36000块砖头和80吨水泥。塔于同年7月建成，但是由于第二次世界大战，揭幕仪式被取消。战争中塔没有被严重损害，并于1955年修复。
1998年，哈尼亚市镇开始了重修项目。
2005年7月24日，翻新的苏尔穆纳山嘹望塔对外开放。